# Skugglosta
Skugglosta (Bromus ramosus) är en växtart i familjen gräs.